# Blanchefosse-et-Bay
 Blanchefosse-et-Bay  es una población y comuna francesa, en la región de Champaña-Ardenas, departamento de Ardenas, en el distrito de Charleville-Mézières y cantón de Rumigny.

## Demografía
| 342 | 334 | 261 | 210 | 184 | 152 |
| Para los censos de 1962 a 1999 la población legal corresponde a la población sin duplicidades (Fuente: INSEE [Consultar]) |     |     |     |     |     |